# Silene retzdorffiana
Silene retzdorffiana är en nejlikväxtart. Silene retzdorffiana ingår i släktet glimmar, och familjen nejlikväxter.

## Underarter
Arten delas in i följande underarter:
- S. r. nikolicii
- S. r. retzdorffiana